# Liste der Parteien in deutschen Landesparlamenten
Die Liste der Parteien in deutschen Landesparlamenten listet alle Parteien und Wählergruppen auf, die seit Gründung der Bundesrepublik Deutschland 1949 beziehungsweise seit Beitritt des entsprechenden Bundeslandes auf Grund eigener Wahlvorschläge in den Landesparlamenten vertreten sind oder waren.

## Übersicht
Da Baden-Württemberg 1952 aus drei Ländern gebildet wurde, deren Landesparlamente hier als drei zusätzliche historische gezählt werden, kommen manche Parteien auf bis zu 19, bzw. 18, da die CDU nicht in Bayern vertreten ist. Die sich eigentlich auf Bayern beschränkende CSU nahm nach dem Beitritt des Saarlandes 1957 einen dortigen Landesverband auf, der 1959 zur CDU wechselte. 
| Logo | Partei                                                             | Aktuell vertreten in Landesparlamenten | Historisch vertreten in Landesparlamenten |
| ---- | ------------------------------------------------------------------ | -------------------------------------- | ----------------------------------------- |
|      | Alternative für Deutschland                                        | 14                                     | 16                                        |
|      | Bündnis 90/Die Grünen (ehemals Die Grünen)                         | 13                                     | 16                                        |
|      | Bürger in Wut bzw. Bündnis Deutschland                             | 01                                     | 01                                        |
|      | Bündnis Sahra Wagenknecht                                          | 03                                     | 03                                        |
|      | Christlich Demokratische Union Deutschlands                        | 15                                     | 18                                        |
|      | Christlich-Soziale Union in Bayern                                 | 01                                     | 02                                        |
|      | Freie Demokratische Partei                                         | 08                                     | 19                                        |
|      | Freie Wähler                                                       | 03                                     | 03                                        |
|      | Die Linke (ehemals Partei des Demokratischen Sozialismus)          | 07                                     | 13                                        |
|      | Sozialdemokratische Partei Deutschlands                            | 16                                     | 19                                        |
|      | Südschleswigscher Wählerverband                                    | 01                                     | 01                                        |
|      | Arbeit für Bremen und Bremerhaven                                  | –                                      | 01                                        |
|      | Bayernpartei                                                       | –                                      | 01                                        |
|      | Brandenburger Vereinigte Bürgerbewegungen/Freie Wähler             | –                                      | 01                                        |
|      | Deutsche Demokratische Union bzw. Deutsche Friedensunion           | –                                      | 01                                        |
|      | Deutsche Gemeinschaft                                              | –                                      | 02                                        |
|      | Deutsche Partei                                                    | –                                      | 04                                        |
|      | Deutsche Reichspartei                                              | –                                      | 02                                        |
|      | Deutsche Soziale Partei                                            | –                                      | 01                                        |
|      | Deutsche Volksunion                                                | –                                      | 04                                        |
|      | Die Republikaner                                                   | –                                      | 02                                        |
|      | Gesamtdeutscher Block/Bund der Heimatvertriebenen und Entrechteten | –                                      | 07                                        |
|      | Kommunistische Partei Deutschlands                                 | –                                      | 10                                        |
|      | Nationaldemokratische Partei Deutschlands                          | –                                      | 09                                        |
|      | Partei Rechtsstaatlicher Offensive                                 | –                                      | 01                                        |
|      | Piratenpartei Deutschland                                          | –                                      | 04                                        |
|      | Radikal-Soziale Freiheitspartei bzw. Freisoziale Union             | –                                      | 01                                        |
|      | Saarländische Volkspartei                                          | –                                      | 01                                        |
|      | Sozialistische Reichspartei                                        | –                                      | 02                                        |
|      | Statt Partei                                                       | –                                      | 01                                        |
|      | Wählergemeinschaft der Fliegergeschädigten                         | –                                      | 01                                        |
|      | Wirtschaftliche Aufbau-Vereinigung                                 | –                                      | 01                                        |
|      | Zentrumspartei                                                     | –                                      | 02                                        |

## Aktuell in Landesparlamenten vertretene Parteien
Kursiv geschriebene Länder bezeichnen historische Zeiten im Landesparlament.

### In mehreren Landesparlamenten
- Alternative für Deutschland
  - Baden-Württemberg: seit 2016
  - Bayern: seit 2018
  - Berlin: seit 2016
  - Brandenburg: seit 2014
  - Bremen: 2015–2023
  - Hamburg: seit 2015
  - Hessen: seit 2018
  - Mecklenburg-Vorpommern: seit 2016
  - Nordrhein-Westfalen: seit 2017
  - Niedersachsen: seit 2017
  - Rheinland-Pfalz: seit 2016
  - Saarland: seit 2017
  - Sachsen: seit 2014
  - Sachsen-Anhalt: seit 2016
  - Schleswig-Holstein: 2017–2022
  - Thüringen: seit 2014

- Bündnis 90/Die Grünen (bis 1993 Die Grünen)
  - Baden-Württemberg: seit 1980
  - Bayern: seit 1986
  - Berlin: seit 1981
  - Brandenburg: 1990–1994, 2009–2024
  - Bremen: seit 1983
  - Hamburg: seit 1982
  - Hessen: seit 1982
  - Mecklenburg-Vorpommern: 2011–2016, seit 2021
  - Niedersachsen: seit 1982
  - Nordrhein-Westfalen: seit 1990
  - Rheinland-Pfalz: 1987–2006, seit 2011
  - Saarland: 1994–1999, 2004–2017
  - Sachsen: 1990–1994, seit 2004
  - Sachsen-Anhalt: 1990–1998, seit 2011
  - Schleswig-Holstein: seit 1996
  - Thüringen: 1990–1994, 2009–2024

- Bündnis Sahra Wagenknecht
  - Brandenburg: seit 2024
  - Sachsen: seit 2024
  - Thüringen: seit 2024

- Christlich Demokratische Union Deutschlands
  - Baden-Württemberg: seit 1952
    - Baden: 1949–1952
    - Württemberg-Baden: 1949–1952
    - Württemberg-Hohenzollern: 1949–1952

  - Berlin: seit 1949
  - Brandenburg: seit 1990
  - Bremen: seit 1949
  - Hamburg: seit 1949 (Von 1949 bis 1953 Teil des Vaterstädtischer Bund Hamburg, von 1953 bis 1957 Teil des Hamburg-Blocks)
  - Hessen: seit 1949
  - Mecklenburg-Vorpommern: seit 1990
  - Niedersachsen: seit 1949 (1947–1955 in Niederdeutsche Union)
  - Nordrhein-Westfalen: seit 1949
  - Rheinland-Pfalz: seit 1949
  - Saarland: seit 1957
  - Sachsen: seit 1990
  - Sachsen-Anhalt: seit 1990
  - Schleswig-Holstein: seit 1949
  - Thüringen: seit 1990

- Freie Demokratische Partei
  - Baden-Württemberg: seit 1952
    - Baden: 1949–1952
    - Württemberg-Baden: 1949–1952
    - Württemberg-Hohenzollern: 1949–1952

  - Bayern: 1949–1966, 1970–1982, 1990–1994, 2008–2013, 2018–2023
  - Berlin: 1949–1958, 1963–1989, 1990–1995, 2001–2011, 2016–2023
  - Brandenburg: 1990–1994, 2009–2014
  - Bremen: 1949–1983, 1987–1995, 2003–2011, seit 2015
  - Hamburg: 1949–1978, 1987–1993, 2001–2004, 2011–2025 (Von 1949 bis 1953 Teil des Vaterstädtischer Bund Hamburg, von 1953 bis 1957 Teil des Hamburg-Blocks)
  - Hessen: 1949–1982, seit 1983
  - Mecklenburg-Vorpommern: 2006–2011, seit 2021
  - Niedersachsen: 1949–1970, 1974–1978, 1982–1994, 2003–2022
  - Nordrhein-Westfalen: 1949–1980, 1985–1995, seit 2000
  - Rheinland-Pfalz: 1949–1983, 1987–2011, seit 2016
  - Saarland: 1957–1970, 1975–1994, 2004–2012
  - Sachsen: 1990–1994, 2004–2014
  - Sachsen-Anhalt: 1990–1994, 2002–2011, seit 2021
  - Schleswig-Holstein: 1950–1971, 1975–1983, 1987–1988, seit 1992
  - Thüringen: 1990–1994, 2009–2014, 2019–2024

- Freie Wähler
  - Bayern: seit 2008
  - Rheinland-Pfalz: seit 2021
  - Sachsen: seit 2024

- Die Linke (1990–2007 als Partei des Demokratischen Sozialismus)
  - Berlin: seit 1990
  - Brandenburg: 1990–2024
  - Bremen: seit 2007
  - Hamburg: seit 2008
  - Hessen: 2008–2024
  - Mecklenburg-Vorpommern: seit 1990
  - Niedersachsen: 2008–2013
  - Nordrhein-Westfalen: 2010–2012
  - Saarland: 2009–2022
  - Sachsen: seit 1990
  - Sachsen-Anhalt: seit 1990
  - Schleswig-Holstein 2009–2012
  - Thüringen: seit 1990

- Sozialdemokratische Partei Deutschlands
  - Baden-Württemberg: seit 1952
    - Baden 1949–1952
    - Württemberg-Baden 1949–1952
    - Württemberg-Hohenzollern 1949–1952

  - Bayern: seit 1949
  - Berlin seit 1949
  - Brandenburg: seit 1990
  - Bremen: seit 1949
  - Hamburg: seit 1949
  - Hessen: seit 1949
  - Mecklenburg-Vorpommern: seit 1990
  - Niedersachsen: seit 1949
  - Nordrhein-Westfalen: seit 1949
  - Rheinland-Pfalz: seit 1949
  - Saarland: seit 1957
  - Sachsen: seit 1990
  - Sachsen-Anhalt: seit 1990
  - Schleswig-Holstein: seit 1949
  - Thüringen: seit 1990

### In einem Landesparlament
- Bürger in Wut, 2023 in Bündnis Deutschland aufgegangen
  - Bremen seit 2007

- Christlich-Soziale Union in Bayern
  - Bayern seit 1949
  - Saarland: 1957–1959 (Christliche Volkspartei des Saarlandes war 1957–59 Teil der CSU, ab 1959 in CDU Saarland aufgegangen)

- Südschleswigscher Wählerverband
  - Schleswig-Holstein 1949–1954, seit 1958

## Ehemals in Landesparlamenten vertretene Parteien

### In mehreren Landesparlamenten
- Gesamtdeutscher Block/Bund der Heimatvertriebenen und Entrechteten (bis 1952 BHE)
  - Baden-Württemberg 1952–1964
    - Württemberg-Baden 1950–1952 (mit DG)

  - Bayern 1950–1962 (1950–1954 mit DG)
  - Bremen 1951–1955
  - Hessen 1954–1966 (1962–1966 Gesamtdeutsche Partei)
  - Niedersachsen 1951–1963
  - Schleswig-Holstein 1950–1962

- Deutsche Gemeinschaft (1965 aufgelöst) 
  - Bayern 1950–1954 (mit BHE)
  - Württemberg-Baden 1950–1952 (mit BHE)

- Deutsche Partei (1961 aufgelöst) 
  - Bremen 1949–1967
  - Hamburg 1949–1953 (im Hamburg-Block)
  - Niedersachsen 1949–1963 (1949–1955 in Niederdeutsche Union)
  - Schleswig-Holstein 1950–1958 (1954–1958 im Schleswig-Holstein-Block zusammen mit Schleswig-Holsteinische Gemeinschaft)

- Deutsche Reichspartei (1965 aufgelöst)
  - Niedersachsen 1951–1959
  - Rheinland-Pfalz 1959–1963 (Landesverband 1960 verboten)

- Deutsche Volksunion
  - Brandenburg: 1999–2009
  - Bremen: 1987–1995, 1999–2011
  - Sachsen-Anhalt: 1998–2002
  - Schleswig-Holstein: 1992–1996

- Kommunistische Partei Deutschlands (1956 verboten)
  - Baden-Württemberg: 1952–1956
    - Baden: 1949–1952
    - Württemberg-Baden: 1949–1950
    - Württemberg-Hohenzollern: 1949–1952

  - Bremen 1949–1956
  - Hamburg 1949–1953
  - Hessen: 1949–1950
  - Niedersachsen 1949–1956 (Abgeordnete verblieben nach dem Verbot 1956 bis 1959 als Unabhängige im Landtag)
  - Nordrhein-Westfalen 1949–1954
  - Rheinland-Pfalz: 1949–1951

- Nationaldemokratische Partei Deutschlands
  - Baden-Württemberg: 1968–1972
  - Bayern: 1966–1970
  - Bremen: 1967–1971
  - Hessen: 1966–1970
  - Mecklenburg-Vorpommern: 2006–2016
  - Niedersachsen 1967–1970
  - Rheinland-Pfalz: 1967–1971
  - Sachsen: 2004–2014
  - Schleswig-Holstein: 1967–1971

- Piratenpartei Deutschland
  - Berlin: 2011–2016
  - Nordrhein-Westfalen: 2012–2017
  - Saarland: 2012–2017
  - Schleswig-Holstein: 2012–2017

- Die Republikaner
  - Baden-Württemberg: 1992–2001
  - Berlin: 1989–1990

- Sozialistische Reichspartei (1952 verboten)
  - Bremen 1951–1952
  - Niedersachsen 1951–1952

- Zentrumspartei
  - Niedersachsen 1949–1959
  - Nordrhein-Westfalen 1949–1958

### In einem Landesparlament
- Arbeit für Bremen und Bremerhaven (2004 aufgelöst)
  - Bremen: 1995–1999
- Bayernpartei
  - Bayern: 1950–1966
- Brandenburger Vereinigte Bürgerbewegungen/Freie Wähler
  - Brandenburg 2014–2024
- Bremer Grüne Liste (1983 aufgelöst)
  - Bremen: 1979–1983
- Christliche Volkspartei des Saarlandes (Von 1957 bis 1959 Teil der CSU, 1959 in CDU Saarland aufgegangen)
  - Saarland: 1957–1959
- Deutsche Demokratische Union (ab 1961 de facto Landesverband der Deutschen Friedensunion)
  - Saarland: 1960–1965
- Deutsche Soziale Partei (Nach 1955 aufgelöst)
  - Niedersachsen: 1951–1955
- Partei Rechtsstaatlicher Offensive (2007 aufgelöst)
  - Hamburg: 2001–2004
- Radikal-Soziale Freiheitspartei (1950 in Freisoziale Union aufgegangen)
  - Hamburg: 1949–1953
- Saarländische Volkspartei (Nach 1970 aufgelöst)
  - Saarland: 1960–1970 (1965–1970 als SVP/CVP)
- Statt Partei
  - Hamburg: 1993–1997
- Wirtschaftliche Aufbau-Vereinigung (1953 aufgelöst)
  - Bayern: 1949–1950
- Wählergemeinschaft der Fliegergeschädigten (1955 aufgelöst)
  - Bremen: 1951–1955